# Remote (Oregon)
Remote az Amerikai Egyesült Államok északnyugati részén, Oregon állam Coos megyéjében elhelyezkedő önkormányzat nélküli település.
A posta 1877-től körülbelül 2000-ig működött; 1924-ben L. D. Jennings új postát, boltot és nem hivatalos városházát épített. A település nevét a többi településtől való távolsága miatt kapta. A településen egykor keresztülhaladt az Oregon Route 42, de az utat később elterelték.
A Covid19-pandémia óta a távmunkahirdetésekben rendszeresen használják Remote nevét.

## Fordítás
- Ez a szócikk részben vagy egészben  a   Remote, Oregon című angol Wikipédia-szócikk ezen változatának fordításán alapul.  Az eredeti cikk szerkesztőit annak laptörténete sorolja fel. Ez a jelzés csupán a megfogalmazás eredetét és a szerzői jogokat jelzi, nem szolgál a cikkben szereplő információk forrásmegjelöléseként.